# Панов, Александр Валерьевич
Александр Валерьевич Панов (род. 24 июня 1991) — российский самбист, чемпион и призёр чемпионатов России, Европы и мира по боевому самбо, мастер спорта России.

## Спортивные достижения
- Чемпионат России по боевому самбо 2012 года — ;
- Чемпионат России по боевому самбо 2013 года — ;
- Чемпионат России по боевому самбо 2015 года — .